# NGC 5643
NGC 5643是豺狼座中的一個中間螺旋星系。根據紅巨星支尖測量，NGC 5643距離地球約為4000萬光年。 NGC 5643擁有一個活躍的星系核，屬於II 型西佛星系。

## 歷史
1826年5月10日，詹姆士·敦洛普用他的9英寸反射望遠鏡首次發現了這個星系，他描述該星系極其微弱。該星系也被約翰·赫歇爾發現，並添加到星雲和星團總表中，編號為3572。NGC 5643與銀河平面距離僅15度。